# Kónya István (muzeológus)
Kónya István (Gyergyószentmiklós, 1926. január 16. – Marosvásárhely, 2003. február 13.) muzeológus, természettudományi szakíró.

## Életútja
Középiskoláit Kolozsvárt és Marosvásárhelyen végezte, a Bolyai Tudományegyetemen szerzett természetrajz szakos tanári képesítést (1951). Muzeológus a Marosvásárhelyi Megyei Múzeumban nyugdíjazásáig (1952–86).
Első írása a Sepsiszentgyörgyi Múzeum évkönyvében jelent meg Madárvédelem és gazdasági jelentősége c. alatt (1955). Madártani, rovartani és őslénytani tanulmányait a marosvásárhelyi Studii și Materiale és Marisia, a nagyváradi Nymphaea, a temesvári Tibiscus s a Revista Muzeelor közölte. Fuchs Hermannal közös tanulmányban dolgozta fel a Kis-Küküllő völgyében talált negyedkori gyapjas orrszarvú kövületét (Studii și Materiale II. Marosvásárhely, 1967). Külön füzetben jelent meg Rezervația naturală de la Zau de Cîmpie – A mezőzáhi természetvédelmi terület című dolgozata (Marosvásárhely, 1974).
A Maros megyében működő madár- és természetvédelmi kör tagjaival egyidejű madármegfigyelési mozgalmat indított; a Marosvásárhelyi Megyei Múzeum néprajzi gyűjteményét néhány ezer tárggyal (viselet, házi szőttesek, gazdasági eszközök, népi művészeti alkotások) gyarapította. Helyismereti és természetvédelmi előadásai – főleg a székelyföldi fürdőkről – sokszorosítva kerültek forgalomba. Madártani ismeretterjesztő írásai jelentek meg az Ifjúmunkás, Vörös Zászló, Steaua Roșie, Falvak Dolgozó Népe hasábjain.